# Pilica (Serbia)
Pilica (cyr. Пилица) – wieś w Serbii, w okręgu zlatiborskim, w gminie Bajina Bašta. W 2011 roku liczyła 537 mieszkańców.